# آسراک
آسراک (به فرانسوی: Assérac) یک کمون در فرانسه است که در canton of Herbignac واقع شده‌است. آسراک ۳۲٫۹۱ کیلومتر مربع مساحت دارد.